# Nam Dương, Nam Trực
Nam Dương là xã thuộc huyện Nam Trực, tỉnh Nam Định, Việt Nam.

## Địa giới hành chính
- Phía bắc giáp xã Nam Giang.
- Phía đông giáp xã Nam Hùng.
- Phía nam giáp xã Bình Minh, và Đồng Sơn.
- Phía tây giáp xã Đại Thắng huyện Vụ Bản với ranh giới tự nhiên là sông Đào.[4]

## Hành chính
Xã Nam Dương bao gồm 1 làng và 7 thôn là: Thôn Rối, Thôn Đế (hay còn gọi là Thi Châu, Quyết Thắng), Thôn Chiền, Thôn Phượng, Làng Bái Dương (gồm 7 xóm từ xóm 1 đến xóm 7), Thôn Trung Hòa (Làng Giữa), Thôn Vọc, Thôn Đầm (5 Xóm:Xóm Vượt, Xóm chùa, Xóm Đông, Xóm Đồng, Xóm Nam).

## Giao thông
Xã có tỉnh lộ 490 chạy qua (người dân trong vùng gọi là đường 55, phân biệt với đường 56 chạy qua Ý Yên và đường 21 chạy về Cổ Lễ). Tuyến đường huyết mạch chính của xã bắt đầu từ đường 55 (điểm nối quán Chiền) qua Thôn Phượng, Làng Bái (Các xóm 7,6,5) qua trước cổng Làng giữa, dọc qua Làng Vọc và về Thôn Đầm trước khi bắt vào đường Làng Thụ (xã Nam Hùng).
Phía Tây của Xã là Sông Đào (Dòng sông chia lũ cho sông Hồng được người dân địa phương Đào vào thế kỷ 13 14 - Nhà Trần)dài khoảng 7 km rất thuận lợi cho việc giao thông đường thủy. Tại đê sông Đào thuộc địa phận xã Nam Dương vẫn còn di tích của nhà máy đóng tàu thuyền Quyết Thắng - biểu tượng một thời của ngành đóng tàu tỉnh Hà Nam Ninh thời bao cấp. Hiện nhà máy đã được cổ phần tư nhân hóa.